# International Grand Prix Losail
L'International Grand Prix Losail est une course cycliste organisée au Qatar. Sa seule édition a lieu en 2008. Elle fait partie de l'UCI Asia Tour en catégorie 1.2.

## Palmarès
| Année | Vainqueur            | Deuxième     | Troisième  |
| ----- | -------------------- | ------------ | ---------- |
| 2008  | Abdelbasset Hannachi | Ahmed Mraihi | Serge Herz |